# 福井県道212号寺武生線
福井県道212号寺武生線（ふくいけんどう212ごう てらたけふせん）は福井県丹生郡越前町と同県越前市を結ぶ一般県道である。

## 路線概要
国道8号と福井県道104号鯖江織田線とを結ぶ役割を担う県道である。この県道104号自体が国道8号と接続する道路だが交差点が鯖江市なので、越前市の国道8号と越前町を結ぶ役割を担うともいえる県道である。

### 路線データ
- 起点：福井県丹生郡越前町寺
- 終点：同県越前市塚町

## 通過する自治体
- 福井県
  - 丹生郡越前町 - 越前市

## 道路状況
軒先を細々と通る区間もあれば、片側1車線歩道整備の区間もあり、山道に単線トンネルという区間も持つ、バリエーション豊かな県道である。その為、区間によって状況がころころ変わり、起点から終点まで走破すると非常に走りにくい。起点附近は田舎の綺麗な県道といった感じで、片側1車線で歩道もある走りやすい道である。市町境の附近は山道になっており、単線トンネルを越えると越前市となる。その後は案内無しの右左折、重複の続く非常に走りにくい道路へと変貌し、最終的に国道8号に至る。おそらくこの道を使って国道8号から越前町に至る人はほとんどいないようで、特に越前市内はそれぞれの地域の生活道路といった雰囲気が漂っている。しかし越前町内の道路は比較的高規格なため、越前市に至る目的で利用する人はまま見られる道である。
2010年（平成22年）3月21日、日野川に架かる府中大橋とその取り付け道路が開通。府中大橋は都市計画道路戸谷片屋線の一部でもあり、全区間が整備されると、寺武生線の越前市市街地部における狭隘・屈曲区間が解消されることになる。

## 接続道路
- 福井県道104号鯖江織田線（越前町蝉口・寺交差点、起点）
- 福井県道187号寺朝日線（越前町蝉口・寺交差点、起点）
- 旧丹南広域農道（越前市氷坂町）
- 福井県道28号福井朝日武生線（越前市芝原四丁目・芝原団地口交差点 - ＜重複＞- 同・芝原4丁目交差点）
- 国道8号（越前市塚町・馬上免交差点、終点）

## 沿線
- 府中大橋
- 福井県立武生高等学校
- たけふ新駅（福井鉄道福武線）